# Anisodes festiva
Anisodes festiva là một loài bướm đêm trong họ Geometridae.